# Sumiyoshi Kōsaku
Sumiyoshi Kōsaku (jap. 住吉 耕作; * 1. Oktober 1907 in der Präfektur Hiroshima; † 1971) war ein japanischer Speerwerfer.
1928 schied er bei den Olympischen Spielen in Amsterdam in der Qualifikation aus und siegte bei den Sommer-Studentenweltmeisterschaften.
Bei den Olympischen Spielen 1932 in Los Angeles wurde er Achter.
Viermal wurde er Japanischer Meister (1928, 1929, 1931, 1932). Seine persönliche Bestleistung von 66,42 m stellte er am 30. August 1930 in Wien auf.